# 小西街许宅
小西街许宅（宝树堂、宝恒堂、宝魏堂）是中国浙江省湖州市的一座历史建筑，位于吴兴区朝阳街道小西街历史文化街区小西街142号。
2003年1月20日，小西街许宅（宝树堂、宝恒堂、宝魏堂）公布为湖州市文物保护单位。。